# Schizonycha ufiomica
Schizonycha ufiomica är en skalbaggsart som beskrevs av Moser 1919. Schizonycha ufiomica ingår i släktet Schizonycha och familjen Melolonthidae. Inga underarter finns listade i Catalogue of Life.